# Municipio de Leroy (Pensilvania)
El municipio de Leroy (en inglés: Leroy Township) es un municipio ubicado en el condado de Bradford en el estado estadounidense de Pensilvania. En el año 2000 tenía una población de 627 habitantes y una densidad poblacional de 5.4 personas por km².

## Geografía
El municipio de Leroy se encuentra ubicado en las coordenadas 41°37′00″N 76°45′29″O / 41.61667, -76.75806.

## Demografía
Según la Oficina del Censo en 2000 los ingresos medios por hogar en la localidad eran de $35,938 y los ingresos medios por familia eran $38,646. Los hombres tenían unos ingresos medios de $30,125 frente a los $21,071 para las mujeres. La renta per cápita para la localidad era de $15,087. Alrededor del 11,3% de la población estaban por debajo del umbral de pobreza.